# Condado de Carver
O Condado de Carver é um dos 87 condados do estado americano do Minnesota. A sede e maior cidade do condado é Chaska.
O condado possui uma área de 974 km² (dos quais 49 km² estão cobertos por água), uma população de 70 205 habitantes, e uma densidade populacional de 76 hab/km² (segundo o censo nacional de 2000). O condado foi fundado em 1855.